# Liste der Belagerungen Wiens
Diese Liste der Belagerungen Wiens enthält Belagerungen der Stadt Wien, einschließlich militärischer Bedrohungen durch in der Nähe befindliche feindliche Truppen.
| Jahr | Beschreibung |
| ---- | --- |
| 1239 | Ächtung Friedrichs II., des Streitbaren: Belagerung der kurzfristig freien Reichsstadt zwischen Juni und Dezember durch Friedrich, Kapitulation |
| 1276 | Feldzüge Rudolfs I. gegen Ottokar II. Přemysl: Belagerung zwischen 18. Oktober und 25. November durch Rudolf von Habsburg, Kapitulation |
| 1287 | Belagerung zwischen Herbst 1287 und 18. Februar 1288 durch Albrecht I., Kapitulation |
| 1428 | Hussitenkriege: Bedrohung von Mai bis Juni durch die Hussiten bei Stockerau und Jedlesee |
| 1447 | Ungarnkriege: Bedrohung am 5. und 6. Dezember durch Johann Hunyadi bei Perchtoldsdorf – Mödling – Gumpoldskirchen |
| 1461 | Bedrohung zwischen 5. August und 6. September durch den Böhmenkönig Georg von Podiebrad |
| 1461 | Bruderzwist der Habsburger: Belagerung Juni bis Sept. durch Albrecht im Streit mit Friedrich (III. als Kaiser) |
| 1462 | Belagerung der Kaiserfamilie Friedrichs in der Wiener Burg durch die Wiener 21. Okt. bis 4. Dez |
| 1477 | Ungarnkriege: erfolglose Belagerung zwischen 14. August und 20. Dezember durch Matthias Corvinus |
| 1485 | Ungarnkriege: Belagerung vom März bis 31. Mai 1485 durch Matthias Corvinus, Einzug am 1. Juni |
| 1490 | Ungarnkriege: Belagerung vom 19. bis 29. August durch Maximilian I., Kapitulation |
| 1529 | Erster Österreichischer Türkenkrieg, Erste Wiener Türkenbelagerung: erfolglose Belagerung vom 23. September bis zum 14. Oktober durch Süleyman I. |
| 1532 | Erster Österreichischer Türkenkrieg: Bedrohung im September durch die bis Baden bei Wien, Enzesfeld und Leobersdorf vorgedrungenen Türken |
| 1606 | Dritter Österreichischer Türkenkrieg: Bedrohung zwischen 5. und 10. Juli durch Stephan Bocskai bei Jedlesee, Orth an der Donau und Eckartsau |
| 1619 | Dreißigjähriger Krieg: erfolglose Belagerung zwischen 5. und 12. Juni durch böhmische Truppen unter Heinrich Matthias von Thurn |
| 1619 | Dreißigjähriger Krieg: Bedrohung Ende September durch Gábor Bethlen und Heinrich Matthias von Thurn bei Kaiserebersdorf |
| 1643 | Dreißigjähriger Krieg: Bedrohung durch den schwedischen Feldmarschall Carl Gustav Wrangel, der im Gebiet um die Donaubrücken mit leichter Kavallerie herumstreifte |
| 1645 | Dreißigjähriger Krieg: Bedrohung zwischen 9. und 29. April durch die Schweden unter Lennart Torstensson bei Floridsdorf |
| 1683 | Fünfter Österreichischer Türkenkrieg, Zweite Wiener Türkenbelagerung: erfolglose Belagerung zwischen 14. Juli und 12. September durch die Türken unter Kara Mustafa |
| 1704 | Aufstand von Franz II. Rákóczi: Bedrohung zwischen März und Juni durch Franz II. Rákóczi bei Sankt Marx und beim Neugebäude |
| 1741 | Österreichischer Erbfolgekrieg: Bedrohung zwischen 14. Oktober und 30. November durch Bayern und Franzosen, die bis Sankt Pölten, Mautern an der Donau und Krems vordrangen |
| 1805 | Dritter Koalitionskrieg: Belagerung zwischen 11. und 14. November durch die Franzosen, Kapitulation und Besetzung der Stadt Wien. |
| 1809 | Fünfter Koalitionskrieg: Belagerung und Beschießung am 12. Mai, Kapitulation der Stadt und Besetzung durch die Franzosen am 13. Mai |
| 1848 | Revolution: Belagerung zwischen 23. und 31. Oktober durch Alfred I. Fürst zu Windisch-Graetz, Eroberung |
| 1866 | Preußisch-Deutscher Krieg: Bedrohung zwischen 20. und 22. Juli durch die Preußen, die bis Stockerau, Breitenlee und Lassee vordrangen |
| 1945 | Zweiter Weltkrieg, Wiener Operation: Eroberung zwischen 5. und 13. April durch die Sowjetunion (Rote Armee, 3. Ukrainische Front, 2. Ukrainische Front), anschließend Besetzung Wiens ab 1. September 1945 durch USA, Großbritannien und Frankreich, bis 1955 (Übergabe im Staatsvertrag) |